# أليساندرا موسوليني
أليساندرا موسوليني (بالإيطالية: Alessandra Mussolini) (من مواليد 30 كانون الأول / ديسمبر 1962) هي سياسية، وعارضة، وممثلة أفلام، وموسيقية إيطالية، ولدت في روما.

## مناصب
تولت منصب عضو في البرلمان الأوروبي (منذ 1 يوليو 2014)
- عضو مجلس الشيوخ الإيطالي (8 مارس 2013–30 يونيو 2014)[5]
- عضو مجلس النواب في الجمهورية الإيطالية (22 أبريل 2008–14 مارس 2013)[6]
- عضو في البرلمان الأوروبي (20 يوليو 2004–28 أبريل 2008)[4]
- عضو في البرلمان الأوروبي (2004–2008)[4]
- عضو مجلس النواب في الجمهورية الإيطالية (22 مايو 2001–19 يوليو 2004)[7]
- عضو مجلس النواب في الجمهورية الإيطالية (2 مايو 1996–29 مايو 2001)[8]
- عضو مجلس النواب في الجمهورية الإيطالية (1 أبريل 1994–8 مايو 1996)[9]
- عضو مجلس النواب في الجمهورية الإيطالية (14 أبريل 1992–14 أبريل 1994)[10]

## التعليم
درست الطب في جامعة روما سابينزا.

## وصلات خارجية
- أليساندرا موسوليني على موقع IMDb (الإنجليزية)
- أليساندرا موسوليني على موقع الموسوعة البريطانية (الإنجليزية)
- أليساندرا موسوليني على موقع ألو سيني (الفرنسية)
- أليساندرا موسوليني على موقع ميوزك برينز (الإنجليزية)
- أليساندرا موسوليني على موقع أول موفي (الإنجليزية)
- أليساندرا موسوليني على موقع قاعدة بيانات الأفلام السويدية (السويدية)
- أليساندرا موسوليني على موقع ديسكوغز (الإنجليزية)
- أليساندرا موسوليني على موقع قاعدة بيانات الفيلم (الإنجليزية)
- أليساندرا موسوليني على موقع كينوبويسك (الروسية)